# Ceratodon corniculatus
Ceratodon corniculatus là một loài rêu trong họ Ditrichaceae. Loài này được Wahlenb. Fürnr. mô tả khoa học đầu tiên năm 1829.